# هيتاشي
مجموعة هيتاشي ليمتد (باليابانية:株式会社日立製作所) هي شركة يابانية متعددة الصناعات يقع مقرها الرئيسي في تشيودا، طوكيو، اليابان. هي الشركة الأم لمجموعة هيتاشي (بالإنجليزية:Hitachi Gurūpu) و قد شكلت جزءًا من مجموعة شركات نيسان (بالإنجليزية:Nissan zaibatsu). إعتبارًا من عام 2020، تدير هيتاشي أعمالًا تتراوح من تكنولوجيا المعلومات، بما في ذلك الذكاء الاصطناعي و البيانات، إلى البنية التحتية. هيتاشي مدرجة في بورصة طوكيو للأوراق المالية و بورصة ناغويا، كما أن إدراجها في طوكيو هو أحد مكونات مؤشري نيكاي 225 و توبيكس كور 30. تم تصنيفها في المرتبة 38 في عام 2012 في فورتشين قلوبال 500 و 129 في 2012 فوربس قلوبال 2000.

## تاريخ
تأسست شركة هيتاشي في عام 1910 على يد المهندس الكهربائي نياهي أوديرا (باليابانية: なみへい おだいら) في محافظة إيباراكي.
كان أول منتج للشركة هو المحرك الحثي و كان الأول في اليابان بقدرة 4 كيلووات (5 حصان)، و الذي تم تطويره في البداية للاستخدام في استخراج النحاس.
بدأت الشركة كمشروع منزلي لشركة التعدين المملوكة لبوسانوسوكي كوهارا (باليابانية:ふさのすけ くはら) في هيتاشي، إيباراكي. نقل أوديرا المقر إلى طوكيو في عام 1918. صاغ أوديرا إسم الشركة من خلال تركيب حرفين كانجي: «هي» تعني الشمس و «تاشي» تعني الارتفاع.
كان للحرب العالمية الثانية تأثير كبير على الشركة حيث تم تدمير العديد من مصانعها بسبب غارات الحلفاء و القصف بعد الحرب. تمت إزالة المؤسس أوديرا من الشركة، و تم فصل شركة هيتاشي سوزين. كان هناك إضراب عمالي أعاق جهود إعادة الإعمار التي قامت بها هيتاشي بعد الحرب في عام 1950. قبل ذلك، تم طرح شركة هيتاشي للاكتتاب العام في عام 1949.
تأسست شركة هيتاشي أمريكا المحدودة في عام 1959. تأسست شركة هيتاشي أوروبا المحدودة في عام 1982.
من عام 2006 إلى عام 2010، خسرت شركة هيتاشي 12.5 مليار دولار أمريكي، و هي أكبر خسارة لشركة في تاريخ اليابان. دفع هذا هيتاشي إلى إعادة هيكلة و بيع عدد من الأقسام و الشركات، و هي عملية من المتوقع أن تنتهي في عام 2021.
في مارس 2011، وافقت هيتاشي على بيع شركتها الفرعية لمحركات الأقراص الثابتة، هيتاشي العالمية لتقنيات التخزين، إلى ويسترن ديجيتال مقابل مزيج من النقود و الأسهم بقيمة 4.3 مليار دولار أمريكي.
بسبب مخاوف من إحتكار كل من ويسترن ديجيتال و سي تكنولوجي من قبل مفوضية الإتحاد الأوروبي و هيئة التجارة الفيدرالية، تم بيع قسم محرك الأقراص الثابتة مقاس 3.5 بوصة من هيتاشي لشركة توشيبا. تم الإنتهاء من الصفقة في مارس 2012. في يناير 2012، أعلنت شركة هيتاشي أنها ستتوقف عن إنتاج أجهزة التلفزيون في اليابان. في سبتمبر 2012، أعلنت شركة هيتاشي أنها قد إبتكرت طريقة حفظ طويلة المدى للبيانات بإستخدام زجاج الكوارتز الذي كان قادرًا على الحفاظ على المعلومات لملايين السنين. في أكتوبر 2012، وافقت هيتاشي على الإستحواذ على شركة هورايزون للطاقة النووية و مقرها المملكة المتحدة، و التي تخطط لبناء ما يصل إلى ستة محطات للطاقة النووية في المملكة المتحدة، مقابل 700 مليون جنيه إسترليني. في نوفمبر 2012، إتفقت هيتاشي و ميتسوبيشي للصناعات الثقيلة على دمج أعمال توليد الطاقة الحرارية في مشروع مشترك مملوك بنسبة 65٪ لشركة ميتسوبيشي و 35٪ لشركة هيتاشي. بدأ المشروع عملياته في فبراير 2014.
في أكتوبر 2015، أكملت شركة هيتاشي صفقة مع شركة جونسون كونترولز الدولية لتشكيل مشروع مشترك من شأنه أن يستحوذ على أعمال شركة التدفئة و التهوية و تكييف الهواء (HVAC) في هيتاشي. إحتفظت هيتاشي بحصة 40٪ من شركة جونسون كونترولز-هيتاشي لمكيفات الهواء. في مايو 2016، أعلنت شركة هيتاشي أنها تستثمر 2.8 مليار دولار لمصالحها الخاصة بإنترنت الأشياء. في أعقاب كارثة فوكوشيما دايتشي النووية في عام 2011 والإغلاق المؤقت الممتد لمعظم المحطات النووية اليابانية، أصبحت الأعمال النووية لشركة هيتاشي غير مربحة و في عام 2016 قال الرئيس التنفيذي لشركة هيتاشي توشياكي هيغاشيهارا أن اليابان يجب أن تفكر في دمج مختلف الشركات النووية المتنافسة. قامت شركة هيتاشي في 2016 بشطب ما يقدر بنحو 65 مليار ين من قيمة مشروع مشترك لتخصيب اليورانيوم بالليزر بتقنية سيلكس مع جنرال إلكتريك.
في فبراير 2017، أعلنت شركة هيتاشي و شركة هوندا عن شراكة لتطوير و إنتاج و بيع محركات للسيارات الكهربائية. في 14 مارس 2018، أعلنت زوم داتا عن شراكتها مع هيتاشي للبرمجيات للمساعدة في تطوير سوق البيانات الضخمة في اليابان.
في ديسمبر 2018، أعلنت شركة هيتاشي أنها ستستحوذ على قسم شبكة الطاقة لشركة إيه بي بي. مقابل 6.4 مليار دولار. في عام 2017 أيضًا، إشترت شركة الأسهم الخاصة كي كي آ) قسم معدات أشباه الموصلات لشركة هيتاشي كوكوساي (و هي نفسها شركة تابعة لشركة هيتاشي)، لتصبح كوكوساي إليكتريك. في عام 2019، أعلنت شركة أبلايد ماتيريالز أنها ستستحوذ على كوكوساي من كي كي آر مقابل 2.2 مليار دولار أمريكي.
من عام 2008 إلى عام 2018، قامت هيتاشي بتخفيض عدد شركات المجموعة المدرجة و الأقسام الفرعية في اليابان من 22 إلى 4 و حوالي 400 إلى 202، على التوالي، من خلال إعادة الهيكلة و عمليات البيع. تخطط الشركة لتصبح متخصصة في تكنولوجيا المعلومات و صيانة البنية التحتية في المستقبل القريب.
في عام 2019، باعت شركة هيتاشي أعمالها في مجال التصوير الطبي لشركة فوجي فيلم مقابل 1.7 مليار دولار أمريكي. إشترت شو وا دينكو شركة هيتاشي للكيماويات من هيتاشي و مساهمين آخرين بسعر 42.97 دولارًا أمريكيًا للسهم. حتى ذلك الحين، كانت شركة هيتاشي للكيماويات تعتبر الوحدة الأساسية للمجموعة. علقت هيتاشي أيضًا تطوير إي بي دبليو آر من قبل فرعها البريطاني هورايزون للطاقة النووية لأنها لم تقدم «عقلانية إقتصادية كمشروع خاص» للمضي قدمًا.
في أكتوبر 2019، أفادت التقارير أن هوندا تجري محادثات مع شركة هيتاشي لدمج أعمال قطع غيار السيارات الخاصة بالشركتين، مما أدى إلى إنشاء مورد مكونات بمبيعات سنوية تقارب 17 مليار دولار، و هي ثاني أكبر شركات قطع غيار السيارات اليابانية. إحتفظت هيتاشي بالسيطرة على الشركة الجديدة بحصة 67 بالمائة.
في سبتمبر 2020، سحبت شركة هيتاشي خطط إنشاء محطات للطاقة النووية في جلوسيسترشاير و ويلز بسبب مشاكل في التمويل بسبب جائحة كوفيد-19.
في نوفمبر 2020، أعلنت أنه سيتم فصل شركة هيتاشي للمعادن و هيتاشي لصناعة الآلات عن المجموعة عن طريق تفريغ حصصها.
أعلنت صحيفة نيكي في 13 ديسمبر 2020 أن هيتاشي تعتزم بيع أنشطة الأجهزة المنزلية بالخارج إلى شركة أرتشيليك مقابل حوالي 300 مليون دولار، على أن تشارك في إدارتها.

## منتجات

### أنظمة السيارات
- نظم معلومات السيارات
- التحكم في القيادة
- أنظمة توليد القوة الكهربائية
- أنظمة إدارة المحرك

### آلات البناء

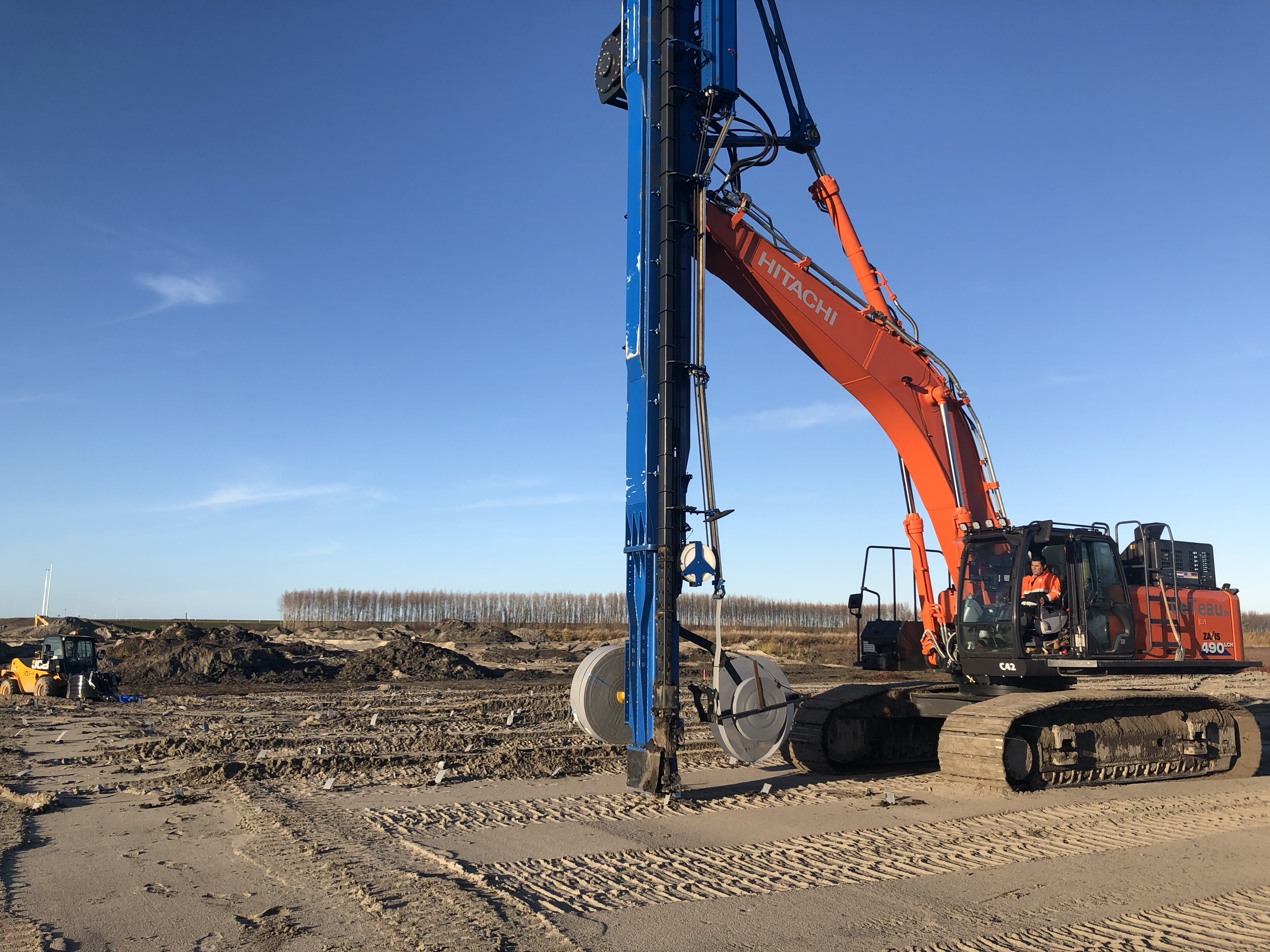
أحد آلات هيتاشي الثقيلة

- الحفارات الهيدروليكية
- معدات ثقيلة
- رافعات ميكانيكية و هيدروليكية
- شاحنات التعدين القلابة
- شاحنات قلابة مجنزرة
- شاحنات حمل

### أنظمة الدفاع
- المركبات العسكرية
- فيترونيكس
- إدارة الأزمات
- أنظمة سي فور آي
- أنظمة معالجة صور الأقمار الصناعية
- أعمال أمن البنية التحتية الإجتماعية (بالتنسيق مع مجموعة أنظمة البنية التحتية لشركة هيتاشي)[59]
- تكنولوجيا الدفع الكهربائي
- الأنظمة الكهروميكانيكية (بما في ذلك بعض أبحاث و تطوير الروبوتات)

### الوسائط الرقمية و المنتجات الإستهلاكية

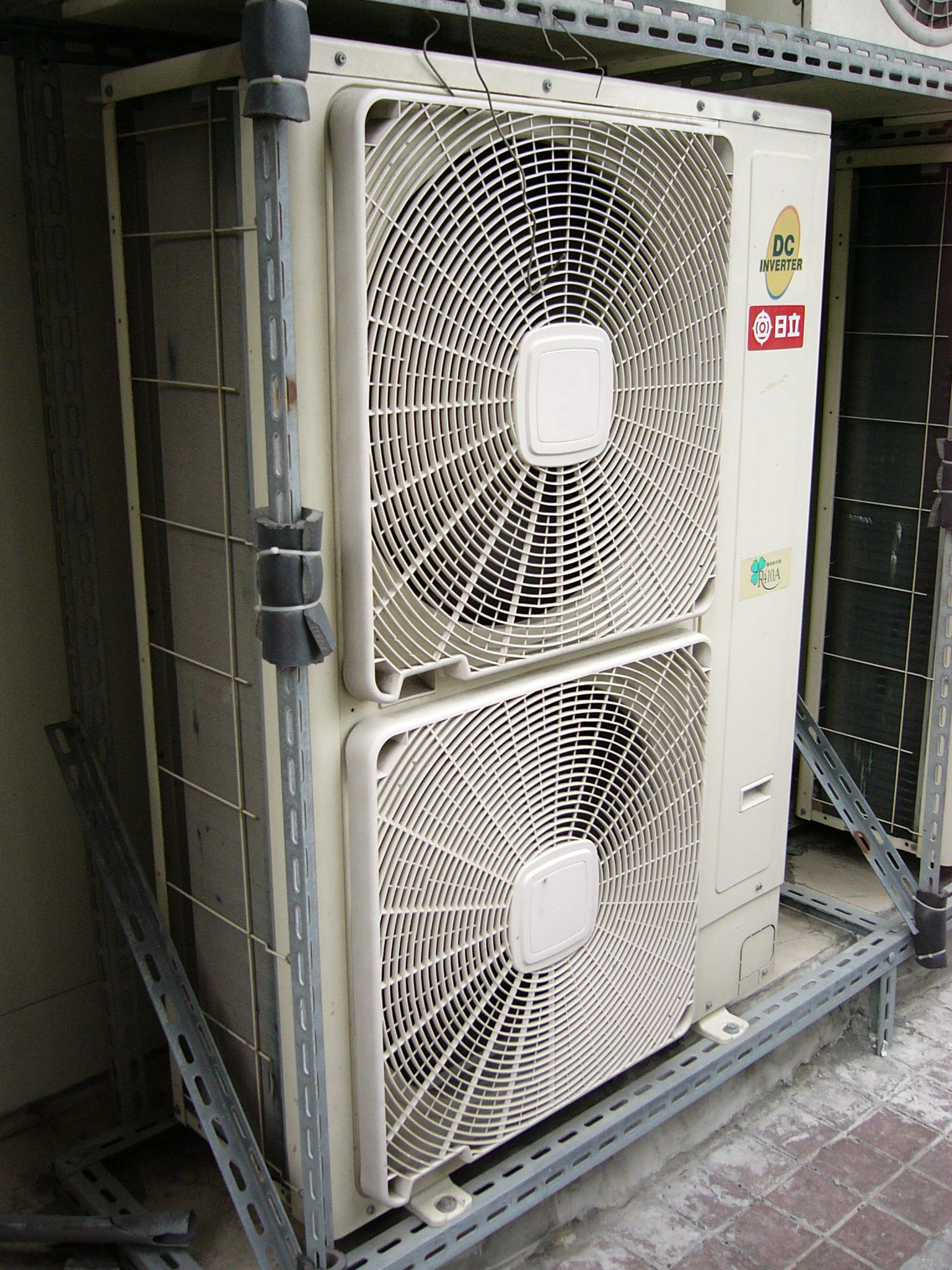
وحدات تكييف هيتاشي الخارجية

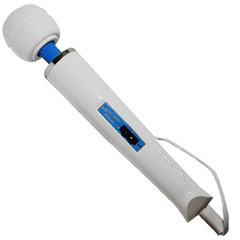
عصا هيتاشي السحرية

- معدات تكييف الهواء - مشروع مشترك مع شركة جونسون كونترولز
- عصا هيتاشي السحرية[60][61]
- محركات الأقراص الضوئية - مشروع مشترك مع قسم محرك الأقراص الضوئية لشركة أل جي بإسم هيتاشي-أل جي لتخزين البيانات
- ثلاجات
- غسالات ملابس

### الأنظمة و المعدات الإلكترونية
- معدات الإختبار و القياس
- معدات العلاج بالجسيمات[62]
- معدات زراعة الخلايا

### الخدمات المالية
- تأجير
- ضمانات القروض
- تمويل الفواتير (عن طريق هيتاشي كابيتال للأعمال)
- تمويل المستهلك (شخصي و تجزئة)
- تمويل الأعمال التجارية

### مواد إستهلاكية
فولاذ مخصص
الأسلاك و الكابلات

### نظم المعلومات و الإتصالات
- أجهزة الصراف الآلي
- الخوادم
- أنظمة مجموعة الأقراص الفرعية
- تخزين البيانات[63]
- هيتاشي فانتارا
- إنترنت الأشياء
- هيتاشي لومادا[64]
- نظام تشغيل الكمبيوتر المركزي[65]
- البرمجيات
- خدمات الإستعانة بمصادر خارجية
- معدات الإتصالات السلكية و اللاسلكية

### أنظمة الطاقة
- محطات الطاقة النووية و الحرارية و الكهرومائية
- أنظمة توليد طاقة الرياح
- شبكات الكهرباء

### البنية التحتية الإجتماعية و الأنظمة الصناعية
- مصاعد
- سلالم متحركة
- الآلات الصناعية و المنشآت
- مركبات و أنظمة السكك الحديدية
- هيتاشي قطار

### أخرى
- الخدمات اللوجستية (من خلال نظام النقل في هيتاشي)
- إدارة الممتلكات

## شركات فرعية

### هيتاشي فانتارا
هيتاشي فانترا هي شركة فرعية مملوكة بالكامل لشركة هيتاشي توفر الأجهزة و البرامج و الخدمات لمساعدة الشركات على إدارة بياناتها الرقمية. منتجاتها الرئيسية هي منصة التخزين الإفتراضية (لتخزين البيانات للمؤسسات)، جهاز تخزين هيتاشي الموحد للشركات الكبيرة الحجم، وحدة تخزين هيتاشي للشركات الصغيرة و المتوسطة، منصة محتوى هيتاشي (الأرشفة و السحابة)، هيتاشي كوماند سيوت (لإدارة التخزين)، هيتاشي تشروكوبي و هيتاشي يونيفرسال ريبلكيتر (للنسخ عن بعد)، و منصة هيتاشي ناس.
منذ 19 سبتمبر 2017، أصبحت شركة أنظمة بيانات هيتاشي (HDS) جزءًا من هيتاشي فانترا، و هي شركة جديدة توحد شركات بنتاهو و أنظمة بيانات هيتاشي و مجموعة هيتاشي إنسايت. لم يعد إسم شركة أنظمة بيانات هيتاشي (HDS) و شعارها مستخدما في السوق.
تم دمج شركة هيتاشي للإستشارات، و هي شركة إستشارات إدارية و تقنية مقرها في دالاس، تكساس، مع شركة هيتاشي فانتارا في عام 2019.

### هيتاشي ميتال
توفر هيتاشي ميتال أو هيتاشي للمعادن المواد لمحركات الطائرات و مكونات جسم الطائرة، كما توفر المواد و المكونات و الأدوات اللازمة لصناعات السيارات والإلكترونيات. من بين مرافق هيتاشي ميتال، تاتارا ووركس، و هي واحدة من أقدم مصاهر المعدن في اليابان.
إعتبارًا من سبتمبر 2020، من المقرر أن يتم بيع هيتاشي للمعادن كجزء من خطة إعادة الهيكلة التي تنفذها مجموعة هيتاشي.

### هيتاشي ريل
هيتاشي ريل أو هيتاشي للسكك الحديدية هي قسم تصنيع معدات السكك الحديدية في هيتاشي.
قام قسم السكك الحديدية بتسليم 120 عربة قطار من 1984 إلى 1988.
تقوم هيتاشي بتسويق قطار متعدد الأغراض يُعرف بإسم «إيه-تراين»، و الذي يستخدم هيكل من الألومنيوم مزدوج الطبقة وملحومة بالاحتكاك.
في 24 فبراير 2015، وافقت شركة هيتاشي على شراء شركة تصنيع السكك الحديدية الإيطالية أنسالدو بريدا و الإستحواذ على حصة ليوناردو في أنسالدو أس تي أس، قسم إشارات السكك الحديدية في ليوناردو. تم الإنتهاء من الشراء في وقت لاحق من ذلك العام، و عند هذه النقطة تمت إعادة تسمية الشركة بإسم هيتاشي للسكك الحديدية إيطاليا. منذ ذلك الحين، حصلت هيتاشي على حصة الأغلبية في أنسالدو.
تبني شركة هيتاشي مونوريل أنظمة أحادية السكة مع 10 أنظمة تم إنشاؤها حتى الآن.
في يوليو 2020، وقعت شركة هيتاشي إتفاقية حصرية مع هايبر درايف، وهي شركة بطاريات ليثيوم أيون مقرها المملكة المتحدة، لإحضار قطارات تعمل بالبطاريات إلى البلاد.

### هيتاشي أعمال
تتكون هيتاشي ووركس أو هيتاشي أعمال من ثلاثة مصانع: كايجان ووركس، ياماتي ووركس و رينكاي ووركس. تم تأسيس ياماتي ووركس، أقدم المصانع الثلاثة، في عام 1910 بواسطة ناميهاي أودايرا كمرفق لتصليح و تصنيع المعدات الكهربائية.

### شركات فرعية أخرى
- شركة هيتاشي للتكنولوجيا الفائقة
- أنظمة سيارات هيتاشي
- هيتاشي للطاقة النووية (مملوكة من قبل جنرال إلكتريك)
- هيتشاشي قلوبال لايف سولوشينز أو هيتاشي حلول الحياة، تصنيع الأجهزة المنزلية و مكيفات الهواء.
- مجموعة هيتاشي للوسائط الرقمية، تبيع المنتجات الإلكترونية بما في ذلك أجهزة عرض الفيديو تحت إسم علامتها التجارية.
- هيتاشي بلانيت تكنولوجي أو هيتاشي تكنولوجيا الكوكب، تصميم و تطوير و تصنيع و بيع و خدمة و تنفيذ آلات البنية التحتية الإجتماعية و الصناعية و الميكاترونيك وأنظمة تكييف الهواء والمنشآت الصناعية ومعدات محطات الطاقة في آسيا وعلى الصعيد الدولي.
- تكنولوجيا اتصالات هيتاشي أمريكا، توفير منتجات وخدمات الاتصالات للاتصالات السلكية واللاسلكية وخدمة بث التلفزيون.[73]
- هيتاشي سولوشينز أمريكا أو حلول هيتاشي أمريكا، شركة استشارية ومتكاملة الأنظمة تركز بشكل أساسي على مايكروسوفت داينمكس. استحوذت شركة هيتاشي سولوشينز على إغنفاي، وهو مزود مايكروسوفت داينمكس، في ديسمبر 2015.[74]

## الأعمال الخيرية
في أغسطس 2011، أُعلن أن شركة هيتاشي ستتبرع بمجهر إلكتروني لكل جامعة من خمس جامعات في إندونيسيا (جامعة شمال سومطرة في ميدان، والجامعة المسيحية الإندونيسية في جاكرتا، وجامعة بادجادجاران في باندونغ، وجامعة جنرال سوديرمان في بوروكيرتو، وجامعة المحمدية. في مالانج).

## وصلات خارجية
- الموقع الرسمي